# Лауфен-Увизен
Лауфен-Увизен (нем. Laufen-Uhwiesen) — коммуна в Швейцарии, в кантоне Цюрих.
Входит в состав округа Андельфинген. Население составляет 1509 человек (на 31 декабря 2007 года). Официальный код — 0034.

## Достопримечательности
Главной достопримечательностью коммуны является расположенный на высокой скале над Рейнским водопадом замок Лауфен. 